# 彼得羅沙尼鄉 (阿爾傑什縣)
45°09′17″N 24°50′39″E / 45.1548°N 24.8442°E
彼得羅沙尼鄉（羅馬尼亞語：Comuna Pietroșani, Argeș），是羅馬尼亞的鄉份，位於該國中南部，由阿爾傑什縣負責管轄，處於布加勒斯特西北面130公里，每年平均降雨量1,228毫米，海拔高度425米，2002年人口5,943。